# Ta' mej doktorn
Ta' mej doktorn är en svensk porrfilm från 1981 i regi av Andrew Whyte. Den hade premiär den 14 september på biografen Fenix i Stockholm.

## Handling
Professor Rasputin och hans fru doktor Christina driver en klinik med olika behandlingar för patienter med sexproblem. På sin fritid kör Rasputin omkring på vägarna runt Paris och raggar unga liftande flickor, med vilka han lever ut sina egna sexuella lustar.

## Rollista
- Gabriel Rivera – professor Rasputin
- Christina Andersson – doktor Christina
- Marina Delestrade – baronessan Marina de Fursac
- Marilyn Tess – Zizi
- Marie Laffont – Crazy Gilda
- Chris Began – Xavier de Bergerac
- Brigitte Latour – Margaret
- Hervé Delamare – radioreportern
- Dolores Romero – Dolores
- Marianne Charvey – Laura
- Frank Anthony	– playboyen
- Eva Bestucci – Lucia
- Jean-Luc Artur – gamle professorn
- Jean Beaudain	– baron Olivier de Fursac
- Chaterine Wolf – Karin
- Ursula Pingel – showstjärnan
- Sonja Clerc – kvinnan i rosa
- Gabriel Pontello
- François Daniel
- Laetitia Cruising
- Richard Gester
- Hubert Géral
- Flora Sollier
- Hervé Amalou
- Morgane